# إل. بروكس ليفيت
إل. بروكس ليفيت (بالإنجليزية: L. Brooks Leavitt)‏ هو محامي ومؤرخ أمريكي، ولد في 1878، وتوفي في 1941.